# Аль-Маида
Аль-Ма́ида (араб. المائدة — Трапеза) — пятая сура Корана. Сура мединская. Ниспослана между сурами Аль-Фатх  и Ат-Тавба. Состоит из 120 аятов.

## Содержание
В начале суры содержится призыв к человеку исполнить все обязанности по отношению к другим людям и к Аллаху. После этого ему даются конкретные указания относительно пищи, чистоты тела и справедливости. В суре делается назидание иудеям и христианам, отвернувшимся от истины и нарушившим свой завет.

Вот Муса (Моисей) сказал своему народу: «О мой народ! Помните милость, которую Аллах оказал вам, когда создал среди вас пророков, сделал вас царями и даровал вам то, чего не даровал никому из миров. 
О мой народ! Ступите на священную землю, которую Аллах предписал вам, и не обращайтесь вспять, а не то вернетесь потерпевшими убыток». 
— Коран 5:20, 21 (Кулиев)
Мусульмане должны быть беспристрастными и справедливыми, но они обязаны ограждать свою общину и свою веру от оскорблений и насмешек и призваны ценить добрые свойства христиан. Они должны с благодарностью наслаждаться всем, что признано добрым и разрешено, избегая злоупотреблений. В заключение суры говорится о чудесах, сотворенных пророком Исой. Ряд исламских богословов считает, что третий аят суры Аль-Маида был последний (хронологически), который получил Мухаммад от Аллаха.

О те, которые уверовали! Аллах обязательно подвергнет вас испытанию охотничьей добычей, которую смогут достать ваши руки и копья, чтобы Аллах узнал тех, кто боится Его, не видя Его воочию (или втайне от людей). А кто преступит границы дозволенного после этого, тому будут уготованы мучительные страдания. ۝ О те, которые уверовали! Не убивайте охотничью добычу, находясь в ихраме. Если кто-нибудь из вас убьёт её преднамеренно, то воздаянием за это будет скотина, подобная той, что он убил. Выносят решение о ней (о жертвенной скотине) двое справедливых мужей из вас, и эта жертва должна достичь Каабы. Или же для искупления этого следует накормить бедняков или соблюсти равноценный пост, дабы он вкусил пагубность своего поступка. Аллах простил то, что было прежде, но если кто-нибудь вернётся к этому, то Аллах отомстит ему. Аллах – Могущественный, Способный на возмездие. ۝ Вам дозволены морская добыча и еда во благо вам и путникам, но вам запрещена охотничья добыча на суше, пока вы находитесь в ихраме. Бойтесь Аллаха, к Которому вы будете собраны. ۝ Аллах сделал Каабу, Заповедный дом, а также запретный месяц, жертвенных животных и животных (или людей) с ожерельями опорой для людей. Это – для того, чтобы вы знали, что Аллаху известно о том, что на небесах, и том, что на земле, и что Аллах ведает обо всякой вещи.

Оригинальный текст (ар.)يَا أَيُّهَا الَّذِينَ آمَنُوا لَيَبْلُوَنَّكُمُ اللَّهُ بِشَيْءٍ مِنَ الصَّيْدِ تَنَالُهُ أَيْدِيكُمْ وَرِمَاحُكُمْ لِيَعْلَمَ اللَّهُ مَنْ يَخَافُهُ بِالْغَيْبِۚ فَمَنِ اعْتَدَىٰ بَعْدَ ذَٰلِكَ فَلَهُ عَذَابٌ أَلِيمٌ ۝
يَا أَيُّهَا الَّذِينَ آمَنُوا لَا تَقْتُلُوا الصَّيْدَ وَأَنْتُمْ حُرُمٌۚ وَمَنْ قَتَلَهُ مِنْكُمْ مُتَعَمِّدًا فَجَزَاءٌ مِثْلُ مَا قَتَلَ مِنَ النَّعَمِ يَحْكُمُ بِهِ ذَوَا عَدْلٍ مِنْكُمْ هَدْيًا بَالِغَ الْكَعْبَةِ أَوْ كَفَّارَةٌ طَعَامُ مَسَاكِينَ أَوْ عَدْلُ ذَٰلِكَ صِيَامًا لِيَذُوقَ وَبَالَ أَمْرِهِۗ عَفَا اللَّهُ عَمَّا سَلَفَۚ وَمَنْ عَادَ فَيَنْتَقِمُ اللَّهُ مِنْهُۗ وَاللَّهُ عَزِيزٌ ذُو انْتِقَامٍ ۝
أُحِلَّ لَكُمْ صَيْدُ الْبَحْرِ وَطَعَامُهُ مَتَاعًا لَكُمْ وَلِلسَّيَّارَةِۖ وَحُرِّمَ عَلَيْكُمْ صَيْدُ الْبَرِّ مَا دُمْتُمْ حُرُمًاۗ وَاتَّقُوا اللَّهَ الَّذِي إِلَيْهِ تُحْشَرُونَ ۞
جَعَلَ اللَّهُ الْكَعْبَةَ الْبَيْتَ الْحَرَامَ قِيَامًا لِلنَّاسِ وَالشَّهْرَ الْحَرَامَ وَالْهَدْيَ وَالْقَلَائِدَۚ ذَٰلِكَ لِتَعْلَمُوا أَنَّ اللَّهَ يَعْلَمُ مَا فِي السَّمَاوَاتِ وَمَا فِي الْأَرْضِ وَأَنَّ اللَّهَ بِكُلِّ شَيْءٍ عَلِيمٌ— Коран 5:94—97 (Кулиев)
В этой суре находится важный для шиитов аят Вилаят.